# Estadio Tomás Oroz Gaytán
El Estadio Tomás Oroz Gaytán (fundado en el año de 1971, bajo el auspicio del gobierno estatal de Faustino Félix Serna) es un estadio de béisbol localizado en Ciudad Obregón, Sonora, México. Fue la casa de los Yaquis de Ciudad Obregón, equipo de la Liga Mexicana del Pacífico. Los Yaquis de Ciudad Obregón anunciaron su última temporada en el estadio Tomás Oroz Gaytán, ya que un nuevo inmueble, denominado Estadio Yaquis, fue concluido en 2016, e inaugurado por la gobernadora Claudia Pavlovich Arellano, el cual cuenta con una mejor comodidad y una capacidad para 16.500 personas y que será avalado por las Grandes Ligas.
El nombre que ostenta el estadio es en honor del agricultor Tomás Oroz Gaytán, directivo del béisbol profesional en el estado de Sonora y su tesorero general durante el sexenio del gobernador Faustino Félix Serna (1967-1973). Oroz Gaytán, quien disfrutaba de conducir a alta velocidad, falleció los primeros días de 1973 en un accidente automovilístico, en el Valle del Yaqui.
La infraestructura cuenta con las siguientes instalaciones:
- Palcos.
- Central Numerado.
- Sombra General.
- Laterales.
- Gradas.
- Gimnasio en el vestidor.
- Sótano.

Este estadio destaca por ser uno de los más amplios de toda la Liga Mexicana del Pacífico. Este estadio también se ha utilizado para realizar conciertos en donde se han presentado artistas y se han realizado eventos como:
- Joan Sebastián.
- Ricardo Arjona.
- Concierto EXA.
- Magno EXA.
- Allison.
- Panda.
- Kudai.
- Nikki Clan.
- Motel.
- Camila.
- Reik.
- Nigga.
- Yahir.
- Nadia.
- Sergio Vega.
- Amandititita.
- Axel.
- Los Pikadientes de Caborca.
- Valentín Elizalde.
- Morse.
- Minivus.
- La Maldita Vecindad.
- Luis Miguel.
- Los Canelos de Durango.
- Red Bull X-Fighters.
- La Banda del Recodo.
- Belinda.
- Monster Truck Show.
- El Coyote y su Banda Tierra Santa.
- Jesse & Joy.
- La Quinta Estación.
- Los Tigres del Norte.
- Batalla de Gallos.
- Atrévete a soñar.
- Paty Cantú.
- Cosculluela.